# 田中あいみ (女優)
田中 あいみ（たなか あいみ、1987年〈昭和62年〉10月25日 - ）は、日本の女優。
岐阜県岐阜市出身。オフィスアメイズ所属。

## 略歴
中学校で演劇部に入る。高校でも演劇部のある学校を選ぶ。卒業後、地元の岐阜で劇団に所属。演劇部時代の仲間たちと劇団を作る。
25歳で上京し、東京で活動を始める。26歳で自身のプロデュース「funnyB」を作り公演。
2019年まで主に舞台女優として活動してきたが、コロナ禍により映像作品に出演するようになる。

## 出演
映画
- 北風アウトサイダー（2022年） - 九条朱美 役[1]
- 太陽とボレロ（2022年）
- ぴっぱらん!!（2024年）

ドラマ
- 刑事7人Season7（2021年、テレビ朝日）
- 相棒20（2021年、テレビ朝日）
- TOKYO VICE（ 2022年、HBO・WOWOW）
- アイゾウ警視庁・心理分析捜査班SP版「奇跡の親子」（2023年、フジテレビ） - 月城桃子 役
- ジョフウ 〜女性に××××って必要ですか?〜 第8話 - 最終回（2025年5月21日 - 6月4日、テレビ東京） - 萌子 役[2]

CM
- 旭化成フロッシュ「手想占い」（2022年）
- ニッポンレンタカー「ニッポンレンタカーアプリ」（2022年）
- ソニー損保「奥さまトーク」篇 （2022年）
- 都道府県民共済「スピード給付」篇 （2022年）
- PREMIER VALUE「タクシー篇」「取り調べ篇」（2024年）

MV
- やまだゆりこ「星になる」（2018年） - 監督・編集・出演
- やまだゆりこ「ピエロ」（2019年） - 監督・出演
- 保坂奈美「good bye-job」（2024年）

舞台
- 劇団ランドセル「君の瞳に課税する！」（2007年） - 宮島リカ 役
- 劇団ちQぎ第7回公演「こちらの世界平和〜口先三千〜」（2007年、作・演出：中島庸介） - ヤマシタチキュウ 役
- 劇団ランドセル「タイムトラベルウエディング」（2008年） - 主演 ゆっこ 役
- 劇団ちQぎ第10回公演「オレンジの禍々しい〜ガガーリンの嘘っぱち〜」（2008年、作・演出：中島庸介） - 主演 方言の女 役
- 劇団ラッキーキャッツVOL.33「ライラック通りの帽子屋」（2009年、作・演出：林大輔） - 絵描き 役
- リジッター企画公演第二攻撃「まぼろし」（2010年、作・演出：中島庸介） - よもぎ 役
- gaku produce「エソラカラア」（2012年、作：中島庸介、演出：宮田大樹） - 主演 エソラ 役
- 多少婦人第14回公演「虎と。狼と。」（2013年、作・演出：酒井雅史） - 人狼 役、他
- キ上の空論実験公演♯1「空想、甚だ濃いめのブルー」（2013年、作・演出：中島庸介） - 小池役、他
- どっと座第2回公演「戦国忍」（2014年） - 双刃 役
- funnyB「　」壱「君の瞳に課税する。」（2014年、脚色・演出：田中あいみ） - 林ほうか 役
- funnyB「　」弐「タイムトラベルウエディング」（2015年、脚色・演出：田中あいみ）
- funnyB 番外公演「エソラカラア」（2015年、作：中島庸介、演出：田中あいみ） - 主演 エソラ 役
- funnyB「　」参 「成仏（フィナーレ）は劇場で」（2016年、作：洞内広樹　演出：田中あいみ） - 藤川あゆみ 役
- funnyB 番外公演「こちらの世界平和〜口先三千〜」（2016年、作：中島庸介、演出：田中あいみ） - 主演 ヘイワ 役
- ユニットスノウチェリー#2『Pledge』（2017年、作：清水雅子、演出：鈴木勇輔） - 西尾朱音 役
- リーディング公演「広くてすてきな宇宙じゃないか」（2017年、作：成井豊、演出：鈴木勇輔） - かつら 役
- ユーキースショーケース朗読劇 第二弾「家族のはなし」「手紙」（2018年、作・演出：藤原 良）
- Keys＆Edge Project「どんだけやねん!?」（2018年、作：藤原 良　演出：大迫洸太郎） - 織田さゆり 役
- Keys＆Edge Project「どんだけやねん!?」東京、大阪公演（2019年、作：藤原 良　演出：大迫洸太郎） - 織田さゆり 役
- 第六会園田英樹演劇祭「グッドノート」（2019年、作・演出：園田英樹） - 見城舞 役
- 劇団野良犬弾特別公演「ブラインド・スポット」（2019年、作：光伸春、演出：崔哲浩、光伸春） - 山口美緒 役
- 劇団野良犬弾「耳隠して、女隠して、心隠す」（2020年、作・演出：千葉あさひ） - 主演 静香 役
- チームスチームパンvol.5「3々9扉　SANSANKUDO　トイゲーム」（2023年、作・演出：安達俊信）
- 劇団野良犬弾「来ないで、お月さま」（2024年、作・演出：千葉あさひ） - ソラ 役
- 劇団ZERO-ICH「隧道（トンネル）」（2024年、作・演出：平良太宣） - アキラ母 役